# Диаманти-ду-Сул
Диаманти-ду-Сул (порт. Diamante do Sul) — муниципалитет в Бразилии, входит в штат Парана. Составная часть мезорегиона Запад штата Парана. Входит в экономико-статистический микрорегион Каскавел. Население составляет 3027 человек на 2006 год. Занимает площадь 359,945 км². Плотность населения — 8,4 чел./км².

## История
Город основан 12 июля 1990 года.

## Статистика
- Валовой внутренний продукт на 2003 год составляет 25 541 326,00 реалов (данные: Бразильский институт географии и статистики).
- Валовой внутренний продукт на душу населения на 2003 год составляет 7700,13 реалов (данные: Бразильский институт географии и статистики).
- Индекс развития человеческого потенциала на 2000 год составляет 0,675 (данные: Программа развития ООН).

## География
Климат местности: субтропический.